# Розгадівська сільська рада
Розгадівська сільська́ ра́да — адміністративно-територіальна одиниця та орган місцевого самоврядування у Зборівському районі Тернопільської області. Адміністративний центр — село Розгадів.

## Загальні відомості
Розгадівська сільська рада утворена в 1939 році.
- Територія ради: 2,12 км²
- Населення ради: 429 осіб (станом на 2001 рік)
- Територією ради протікає річка Золота Липа

## Населені пункти
Сільській раді підпорядковані населені пункти:
- с. Розгадів

## Склад ради
Рада складається з 13 депутатів та голови.
- Голова ради: Рак Марія Василівна
- Секретар ради: Кубай Оксана Дмитрівна

### Керівний склад попередніх скликань
| Прізвище, ім'я, по батькові | Основні відомості                                                               | Дата обрання | Дата звільнення |
| --------------------------- | ------------------------------------------------------------------------------- | ------------ | --------------- |
| Рак Марія Василівна         | Сільський голова, 1961 року народження, освіта середня спеціальна, позапартійна | 26.03.2006   | 31.10.2010      |
| Рак Марія Василівна         | Сільський голова, 1961 року народження, освіта середня спеціальна, позапартійна | 31.10.2010   |                 |

Примітка: таблиця складена за даними сайту Верховної Ради України

### Депутати
За результатами місцевих виборів 2010 року депутатами ради стали:

#### За суб'єктами висування
| Суб'єкт висування | Кількість обраних депутатів | %   |
| ----------------- | --------------------------- | --- |
| Самовисування     | 13                          | 100 |

#### За округами
| № округу | Прізвище, ім'я, по батькові    | Дата визнання обраним | Освіта             | Партійна приналежність | Відомості про обраного депутата                          |
| -------- | ------------------------------ | --------------------- | ------------------ | ---------------------- | -------------------------------------------------------- |
| 1        | Кривуцька Наталія Яківна       | 05.11.2010            | середня спеціальна | позапартійна           | магазин с. Розгадів, продавець                           |
| 2        | Сенчишин Галина Павлівна       | 05.11.2010            | середня            | позапартійна           | сільський будинок культури с. Розгадів, техпрацівник     |
| 3        | Хромий Павло Васильович        | 05.11.2010            | середня спеціальна | позапартійний          | тимчасово не працює                                      |
| 4        | Кубай Оксана Дмитрівна         | 05.11.2010            | середня спеціальна | позапартійна           | Розгадівська сільська рада, секретар                     |
| 5        | Коваль Зеновій Дмитрович       | 05.11.2010            | середня            | позапартійний          | приватний підприємець                                    |
| 6        | Миськів Марія Степанівна       | 05.11.2010            | вища               | позапартійна           | загальноосвітня школа І-ІІ ст. с. Розгадів, директор     |
| 7        | Голубйовська Галина Федорівна  | 05.11.2010            | середня            | позапартійна           | загальноосвітня школа І-ІІ ст. с. Розгадів, техпрацівник |
| 8        | Дзюбатий Володимир Григорович  | 05.11.2010            | середня спеціальна | позапартійний          | Урманське лісництво Бережанського району, лісник         |
| 9        | Колісник Лілія-Марія Романівна | 05.11.2010            | середня спеціальна | позапартійна           | фельдшерсько-акушерський пункт с. Розгадів, завідувач    |
| 10       | Сапужак Ольга Василівна        | 05.11.2010            | середня спеціальна | позапартійна           | Кальненьське поштове відділення, листоноша               |
| 11       | Лещук Марія Євгенівна          | 05.11.2010            | вища               | позапартійна           | загальноосвітня школа І-ІІ ст. с. Розгадів, вчитель      |
| 12       | Стефанишин Марія Федорівна     | 05.11.2010            | середня спеціальна | позапартійна           | сільський будинок культури с. Розгадів, директор         |
| 13       | Лещук Марія Романівна          | 05.11.2010            | вища               | позапартійна           | тимчасово не працює                                      |

## Географія
У віданні сільради перебуває частина заказника «Залісся».